# Оппельн-Брониковский, Адам Феликс
Адам Феликс Оппельн-Брониковский (пол. Adam Feliks Oppeln-Bronikowski; 1758 — 1840) — сенатор-каштелян Царства Польского.

## Биография
Родился в 1758 году в семейной усадьбе Жихлин. Выходец из польского протестантского дворянского рода Оппельн-Брониковских собственного герба. Сын Адама Оппельн-Брониковского, владельца Жихлина и Иоанны Флорентины Потворовской, из шляхетского рода Потворовских герба Дембно. В возрасте 20 лет унаследовал отцовские поместья. В Четырёхлетнем сейме участвовал сперва как как член налоговой комиссии, а затем — как депутат от Гнезненкого воеводства.
Оппельн-Брониковский был сторонником Конституции 3 мая и активно добивался её признания среди шляхты Калишского воеводства. Камергер короля Станислава Августа Понятовского (ок. 1791), кавалер ордена Святого Станислава (1793).
После Третьего раздела Польши остался жить в прусской её части и присягнул на верность прусскому королю. Король Фридрих Вильгельм III наградил его званием камергера (1798) и орденом Красного Орла.
В наполеоновском Герцогстве Варшавском занимал второстепенные должности. В российском Царстве Польском стал сперва депутатом нижней палаты от Калишского воеводства (1820), а затем сенатором-каштеляном (1822).
Кавалер ордена Святой Анны 2 степени (не позднее 1825). Видный масон, представитель ложи «Паллада», открытый в 1818 году.
Будучи сенатором, поддержал Ноябрьское восстание и подписал акт о низложении Николая I, как царя Польского. После подавления восстания никаким преследованиям не подвергся. Скончался в 1840 году в Кронголе и был похоронен в семейной усыпальнице возле протестантской церкви.
Адам Феликс Оппельн-Брониковский был женат на Иоанне Каролине Моячевской из рода Моячевских герба Порай, также протестантке, и от неё имел троих сыновей. В последующих поколениях род Оппельн-Брониковских постепенно перешёл из протестантизма в католицизм.